# Oleg Márusev
Oleg Fiodórovich Márusev (en ruso: Оле́г Фёдорович Ма́русев; Taskent, 2 de octubre de 1944 - Moscú, 14 de abril de 2021) fue un actor y director de cine y teatro ruso nacido en Uzbekistán. Fue nombrado Artista de Honor de la Federación Rusa.

## Biografía
Márusev nació en Taskent. Pasó su infancia en Jersón. A fines de la década de 1960, después del final de la Escuela de Teatro Estatal de Dnipró , trabajó en el teatro Skomorokh de Gennady Yudenich. Pero las autoridades del teatro no estaban al alma, y, después de varios años de persecución, el teatro se disolvió.
Ganador del primer concurso de animadores de Moscú.
Durante dos años, Oleg Márusev fue animador en orquestas de jazz bajo el control del legendario Eddie Rosner (en Moscú y Gómel), y en educación continua, recibió diplomas como director en el Instituto Estatal de Artes Teatrales (GITIS) y teatólogo de la Universidad Nacional de Teatro, Cine y TV en Kiev. Más tarde, Oleg Márusev pasó a la televisión, donde trabajó durante 35 años. Durante este tiempo, creó 12 programas de ciclo. La mejor racha de su homólogo ruso Bruce Forsyth.
El 16 de julio de 2010 se le concedió la Orden de la Amistad. En los últimos años, Oleg Márusev regresó al escenario (Moon Theatre y actuaciones en solitario).

## Filmografía seleccionada
- 1979 - El regreso de los sentidos como carril.
- 1997 - La condesa de Monsoreau como de Crillon.
- 1998 - Quién si no nosotros como director.
- 2000 - El pantano de Turetsky como Goldybin.
- 2004 - Los ladrones y las prostitutas. El premio: un vuelo al espacio como el candidato presidencial estadounidense Larry.
- 2004 - Yeralash.
- 2005 - La Caída del Imperio como propietario de la atracción.
- 2014 - In One Breath como Krasavin.

## Premios y honores
- Laureado del primer concurso de artistas intérpretes o ejecutantes de Moscú
- Ganador del concurso de jóvenes intérpretes de toda la Unión
- Artista de Honor de la Federación Rusa (1993)
- Orden de la Amistad (2010)
- Miembro de pleno derecho de la Academia de Ciencias Naturales de Rusia.